# 抚州玉隆万寿宫
抚州玉隆万寿宫位于中国江西省抚州市临川区大公东路中段南侧。2013年被列为第七批全国重点文物保护单位。
玉隆万寿宫建于明代，目前现存建筑为清代，坐西向东，中轴线上依次有前庭、门坊、乐楼、前厅、旌阳祠和楼阁，纵长94.5米，占地面积4205平方米，左右两翼以万寿宫前南北向的甬道为界，前半部分两侧各有厢楼七间，后半部分南有火神庙、道长精舍。